# Битва при Хаттёоки
Битва при Хаттёоки (яп. 八丁沖の戦い Хаттё:оки но татакай) — засада в середине битвы при Хокуэцу в Войне Босин, устроенная силами княжества Нагаока против сил, лояльных Императорскому двору. Битва произошла на территории современного города Нагаока в префектуре Ниигата.

## Исторический фон
В последние годы правления сёгуната Токугава армия княжества Нагаока подверглась реформированию. Под руководством старшего вассала Каваи Цугуносукэ армия Нагаока-хана была организована на основе британской армии того времени.
Когда 27 января 1868 года в битве при Тоба-Фусими вспыхнули боевые действия, более 60 солдат Нагаока были размещены для защиты моста Тамацу возле замка Осака. Однако после поражения сил сёгуната в битве эти солдаты были среди тех, кто вернулся в свои владения.
После битвы Каваи Цугуносукэ отправился в Эдо. Планируя накопить достаточно сил, чтобы противостоять проимперским силам, он закупил большое количество огнестрельного оружия для войск Нагаока-хана. Более того, находясь под влиянием доктрины Монро из США, Каваи Цугуносукэ начал отстаивать позицию вооруженного нейтралитета в отношении владений как со стороны сёгуната, так и со стороны имперских сил.
Когда имперское генерал-правительство Хокурику приказало Нагаоке послать войска и средства для своих сил, Каваи Цугуносукэ проигнорировал команду. Это было воспринято как проблема, и когда 4 мая того же года пал замок Эдо, имперские войска немедленно двинулись в сторону северной провинции Этиго, часть которой контролировалась доменом.
Вскоре после этого Такакура Нагасати, придворный дворянин, был назначен руководить имперскими силами, которые должны были умиротворить регион Хокурику и подчинить себе область Айдзу в соседней провинции Муцу. Вместе с ним штабными офицерами были назначены Курода Киётака и Ямагата Аритомо. После сбора в Такада в Этиго армия была разделена на сухопутные и военно-морские силы, которые затем 13 мая двинулись к Нагаоке. В ответ княжество назначило Каваи надзирателем за военными делами и пригласило войска из Айдзу и Куваны. домены и Сёхотай, чтобы сформировать то, что впоследствии станет союзной армией.
29 июня перевал Эноки, ведущий к западу от Нагаоки, был взят силами объединенной армии, что стало первым боем в кампании. На следующий день битва за контроль над горой Асахи на юге закончилась победой союзников. Токияма Наохати, самурай из княжества Тёсю, был убит в бою. Однако 8 июля замок Нагаока пал перед имперскими войсками; Позже он был отбит союзной армией.

## Битва
10 августа немногим менее 300 солдат Нагаока-хана из Югекитай совершили внезапную атаку на имперские силы, дислоцированные в Хаттёоки. Хотя засада была расценена как победа, 11 солдат были убиты в бою. Почувствовав контратаку, Каваи Цугуносукэ разработал другую стратегию, и 10 сентября, месяц спустя, 17 взводов численностью около 680 солдат за шесть часов переправились через Хаттёоки и, прибыв на другую сторону, устроили внезапную атаку на замок Нагаока. Солдаты немедленно атаковали, дойдя до земли вокруг укреплений, отразив имперские силы во главе с Ямагатой Аритомо, и отбили замок.
Однако имперские войска сопротивлялись, в результате чего 62 солдата Нагаока погибли. Каваи Цугуносукэ был ранен в бою; он был застрелен, в результате чего он не мог ходить. Самой атаки было недостаточно, чтобы имперские силы отвоевали замок, но ситуация изменилась против Нагаока, когда соседний домен Сибата перешел на сторону нового правительства, что позволило имперской армии снова осадить замок Нагаока. 15 сентября замок снова сдался имперским войскам. Солдаты Нагаока сражались доблестно, но в итоге потеряли в бою еще 58 человек. Остальные защитники сопровождали раненого Каваи, которого несли на носилках, когда они бежали в Айдзу. Перейдя перевал Хатидзюригоэ, 20 сентября они достигли земель Айдзу.
В Айдзу Каваи Цугуносукэ лечил свои раны доктор Мацумото Рёдзюн, но позже 1 октября он скончался от полученных ран.